# Ганиев, Азиз
Ази́з (Азизджо́н) Гани́ев (узб. Aziz G'aniyev; 22 февраля 1998, Джизак) — узбекистанский футболист, полузащитник эмиратского клуба «Аль-Батаех» и сборной Узбекистана.

## Карьера
Играл за молодёжную команду «Насафа». С 2014 года стал привлекаться и в основную команду. В начале декабря 2016 года появилась информация о заинтересованности санкт-петербургского «Зенита».

## Достижения
- Обладатель Суперкубка Узбекистана: 2016
- Обладатель Кубка Узбекистана: 2015
- Финалист Кубка Узбекистана: 2016
- Бронзовый призёр чемпионата Узбекистана: 2014, 2015, 2016